# بخش امورو
بخش امورو (به لاتین: Amuru District) یک سکونتگاه مسکونی در اوگاندا است که در اوگاندا واقع شده‌است.

## خصوصیات
بخش امورو ۲۳۴٬۱۰۰ نفر جمعیت دارد.